# Ghent, West Virginia
Ghent är en ort i Raleigh County i delstaten West Virginia, USA.